# Sisi & Ich
Sisi & Ich ist ein Spielfilm von Frauke Finsterwalder aus dem Jahr 2023. In der schwarzen Komödie begleitet die ungarische Hofdame Irma Sztáray die Kaiserin Elisabeth von Österreich-Ungarn, Sisi genannt, viele Jahre auf ihren Reisen durch Europa. Die Hauptrollen übernahmen Sandra Hüller und Susanne Wolff.
Der reguläre Kinostart der europäischen Co-Produktion zwischen Deutschland, der Schweiz und Österreich war am 30. März 2023. Die Uraufführung erfolgte im Februar 2023 auf der 73. Berlinale.

## Handlung
Die ungarische Gräfin Irma wird als Hofdame für Elisabeth von Österreich-Ungarn ausgewählt. Sisi, wie die Kaiserin genannt wird, gilt als berühmteste und begehrteste Frau ihres Jahrhunderts. Sie hat sich von der Etikette des österreichischen Hofes gelöst und lebt umgeben von Frauen in einer Art adligen Kommune auf Korfu. Sisi genießt die dortige Freiheit, weit weg von ihrem Mann Kaiser Franz Joseph und ihren Kindern. Wichtig ist ihr, dass keine Langeweile aufkommt. Dabei bestimmt die Kaiserin die Regeln des Spiels.
Irma verliebt sich in der Folge unsterblich in Sisi. Die Kaiserin präsentiert sich ihr als mitreißende und charismatische Frau mit modernen Ideen. Die beiden reisen gemeinsam durch Europa.

## Hintergrund
Sisi & Ich ist der zweite Langspielfilm von Frauke Finsterwalder. Das Drehbuch verfasste sie erneut gemeinsam mit ihrem Ehemann Christian Kracht. Wie ihr Erstling Finsterworld beginne der Film als Satire und solle „in den tiefen Abgründen der menschlichen Seele“ enden. Die Hauptrolle der Irma spielt Sandra Hüller, die zuvor in Finsterworld eine größere Nebenrolle hatte. Kaiserin Sisi wird von Susanne Wolff gespielt. Finsterwalder legte ihrem Filmteam nahe, sich zur Vorbereitung nicht mit den historischen Figuren zu beschäftigen.
Die Dreharbeiten fanden von September bis November 2021 in Bayern, Nordrhein-Westfalen (Schloss Herdringen, Arnsberg, Schloss Benrath, Düsseldorf) auf Malta, in Wien sowie in der Schweiz statt. Insgesamt waren 35 Drehtage veranschlagt. Als Kameramann wurde Thomas W. Kiennast engagiert, der den gesamten Film auf Super-16mm-Filmmaterial drehte. Als Produzenten fungierten Philipp Worm und Tobias Walker für die in München ansässige Gesellschaft Walker + Worm Film. Als Koproduzenten agierten die Schweizer C-Films (Ko-Produzentin: Anne Walser) und die Österreichische DOR FILM (Ko-Produzent: Danny Krausz). Unterstützt wurde das Projekt von den Sendepartnern BR, SWR, Arte und das SRF, finanziell gefördert vom Deutschen Filmförderfonds (Fördersumme: 1.045.000 Euro), von der Film- und Medienstiftung NRW (700.000 Euro), dem FilmFernsehFonds Bayern (650.000 Euro), der Beauftragten der Bundesregierung für Kultur und Medien, der Filmförderungsanstalt (500.000 Euro), dem Medienboard Berlin-Brandenburg (150.000 Euro), finanziert durch den Bayerischen Bankenfonds sowie der Zürcher Filmstiftung, dem Schweizer Bundesamt für Kultur, dem österreichischen Programm Fisa, dem Filmfonds Wien (300.000 Euro), dem Österreichischen Filminstitut (223.445 Euro) sowie der Malta Film Commission.
Sisi & Ich war seit 2021 die vierte deutschsprachige Produktion, die das Leben Kaiserin Elisabeths dramatisierte. Neben den Serien Sisi (2021) und Die Kaiserin (2022) war Corsage (2022) ein weiterer Kinofilm, Regie Marie Kreutzer, mit Vicky Krieps in der Rolle der Monarchin. Finsterwalder soll erst während der Dreharbeiten von Sisi & Ich vom konkurrierenden Kinoprojekt erfahren haben.

## Rezeption

### Veröffentlichung
Sisi & Ich wurde ab 30. März 2023 im Verleih der DCM Film Distribution in den deutschen, österreichischen und schweizerischen Kinos veröffentlicht. Parallel zum Kinostart erschien ein gleichnamiges Buch zum Film mit der ungekürzten Drehbuchfassung und einem persönlichen Gespräch von Finsterwalder und Kracht. Die Premiere fand am 19. Februar 2023 im Rahmen der Sektion Panorama bei den Internationalen Filmfestspiele Berlin statt.
Ein Trailer wurde im Dezember 2022 veröffentlicht.

### Kritiken
Erste nach der Premiere erschienene Kritiken lobten Frauke Finsterwalders Inszenierung sowie die Darstellerleistungen von Sandra Hüller und Susanne Wolff:
Claudius Seidl (Frankfurter Allgemeine Zeitung) fühlte sich nach der ersten Hälfte des Films an den Titel von Christian Krachts Buch Ferien für immer erinnert. Finsterwalder schaffe es, die Szenen auf Korfu „so verführerisch zu inszenieren, als hätte es noch nie eine Tourismuswerbung gegeben“. In Sisi & Ich sehe „der Süden so aus, als habe der Winter eben erst die Augen aufgeschlagen und schmölze schnell angesichts all der Schönheit“, schwärmte Seidl. Trotz der beiden „Schauspielgroßkünstlerinnen“ Sandra Hüller und Susanne Wolff finde „ein Duell der Stars […] aber nicht statt“. Das Werk sei vielmehr „eine Liebesgeschichte, die sich vor allem als Protokoll der Blicke“ erzähle. Gerade weil diese platonisch bleibe, würden „die Zuschauer mit umso größerer Wucht involviert“.
Jan Küveler von der deutschen Tageszeitung Die Welt pries Sisi & Ich als leichtfüßigsten deutschen Film seit langer Zeit und als Werk „über Freundschaft und Einsamkeit, über Hoffnung und Zerbrechlichkeit“. Er wunderte sich darüber, dass die Produktion nicht im Hauptwettbewerb um den Goldenen Bären aufgenommen wurde. Finsterwalders Regiearbeit sei der „mit Abstand beste Sisi-Content der jüngeren Vergangenheit“ und der Kritiker verwies auch auf den verspielten anachronistischen Soundtrack. Die Figur der Sisi sei „hier besonders speziell, eine mysteriöse Freundin mit Verachtung für das höfische Zeremoniell und einem Hang zum milden Sadismus“. Susanne Wolff spiele „diese Borderline-Kaiserin mit aufbrausender Brillanz und zarter Überheblichkeit“, während Sandra Hüller die Figur der Irma „bezaubernd wie eh und je“ interpretiere. Es gehe Finsterwalder nicht um die Darstellung historischer Genauigkeit, „sondern um einen magischen Realismus eigener Ordnung“. Sisi & Ich bewahre „elegant“ seine Geheimnisse.
David Steinitz (Süddeutsche Zeitung) urteilte, dass trotz der vielen Verfilmungen in letzter Zeit Finsterwalders Werk „die beste und unterhaltsamste Sisi-Interpretation“ sei. Wie auch Küveler wunderte er sich über die Aufnahme in die Berlinale-Nebensektion Panorama. Parallelen sah er auch zu Corsage, der ebenfalls Sisis Essstörung und Depression thematisiert sowie ein anderes Ende als das historisch verbürgte gezeigt hatte. Das Ende von Sisi & Ich würde „in der Logik dieser Geschichte auch viel mehr Sinn“ ergeben, so Steinitz. Irma rutsche in ihrer Verliebtheit in eine Art Co-Abhängigkeit mit Sisi. Die beiden Figuren erinnerten den Kritiker „an eins der großen ‚odd couples‘ der amerikanischen Komödie, die durch Hassliebe zusammengeführt werden“, was zu Slapstick aber auch zu Gewalt führe.
Valerie Dirk von der österreichischen Tageszeitung Der Standard empfand Sisi & Ich wie eine Fortsetzung des vorher erschienenem Films Corsage (2022), da dieser auf einer Reise nach Korfu ende. Wie in einer „Screwball-Komödie“ würden sich Hüllers „schrullige Irma“ und Wolfs „Bohemien Sisi“ die Bälle zuwerfen. Die Regiearbeit von Finsterwalder setzte „nicht auf Perfektion […] sondern auf fließende Schnitte und Bequemlichkeit“, spiele „fast nur unter Frauen“ und werde „im Schatten des erfolgreichen Vorgängers stehen“. Sisi & Ich und Corsage seien sich „in ihrer feministischen Programmatik, ihrer poppigen Inszenierung, ihrer freien Interpretation“ zu ähnlich, so Dirk.
Cosima Lutz vom deutschen Online-Portal Filmdienst vergab 4,5 von 5 Sternen an die „eigenwillig glänzende Tragikomödie“. Sie empfand, dass Sisi & Ich ähnlich wie Corsage „nah am Abgrund gebaut“ sei, „wenngleich viel luftiger und lustiger“. Finsterwalders Regiearbeit spiele „im anarchischen Zwischenreich zwischen Geschichts- und Gewichtskontrolle und dem, was keiner wissen und wägen kann“. Das Werk sei „eher traumlogisch verknüpfend als historisch behauptend“ und folge „seinem eigenen Regelwerk“, wie bereits zuvor Küveler beobachtet hatte. Wie ihrem Kritikerkollegen fiel auch Lutz ein magischer Realismus auf, in dem „eine Cola-Dose durchs Bild schwappen und Irma einen Song aus dem Jahr 1971 mitsingen“ könne. Die Kritikerin lobte die Schauspielleistung von Sandra Hüller, die unaufdringlichen wie unausweichlichen Bilder von Kameramann Thomas W. Kiennast sowie die Kostüme von Tanja Hausner. Die Kritikerin fühlte sich auch an den österreichisch-deutschen Spielfilm Licht (2017) von Barbara Albert erinnert, der mit Katharina Wöppermann dieselbe Szenenbildnerin eingesetzt hatte.

## Auszeichnungen
In der Berlinale-Sektion Panorama war der Film für den Publikumspreis nominiert. Auch gelangte Finsterwalders Regiearbeit in die Auswahl für den LGBTIQ-Preis Teddy Award. Bei der Verleihung des Deutschen Filmpreises 2023 folgten vier Nominierungen.
| Festival bzw. Filmpreis    | Kategorie                     | Resultat  | Preisträger/ Nominierte                  |
| -------------------------- | ----------------------------- | --------- | ---------------------------------------- |
| Bayerischer Filmpreis 2022 | Beste Regie                   | Gewonnen  | Frauke Finsterwalder                     |
| Berlinale 2023             | Panorama Publikumspreis       | Nominiert | Frauke Finsterwalder                     |
| Berlinale 2023             | Teddy Award                   | Nominiert | Frauke Finsterwalder                     |
| Deutscher Filmpreis 2023   | Beste weibliche Hauptrolle    | Nominiert | Sandra Hüller                            |
| Deutscher Filmpreis 2023   | Beste Kamera / Bildgestaltung | Nominiert | Thomas W. Kiennast                       |
| Deutscher Filmpreis 2023   | Beste Tongestaltung           | Nominiert | Marco Teufen, Paul Rischer, Gregor Bonse |
| Deutscher Filmpreis 2023   | Bestes Kostümbild             | Gewonnen  | Tanja Hausner                            |
| Deutscher Kamerapreis 2023 | Beste Kamera – Fiktion Kino   | Nominiert | Thomas W. Kiennast                       |